# 阮朝東
阮朝東（1490年—？年），字子西，湖廣黃州府麻城縣（今湖北省麻城市）人。明朝政治人物，嘉靖癸未進士。

## 生平
治《春秋》，行二，由國子生中式癸酉科（1513年）湖廣鄉試第一名舉人，年三十四歲中式嘉靖二年（1523年）癸未科會試第一百七十四名，第二甲第二十七名進士。初授户部主事，十年闰六月与刑部署郎中吕希周奉命主考广西乡试，历员外、郎中，升四川按察司佥事，十五年（1536年）十一月官至四川提學副使。

## 家族
曾祖阮剛，县丞。祖父阮大用。父阮圭。前母贺氏；母蔡氏。具庆下。兄朝聘（辛酉举人、贡士）、弟朝南、朝端、朝随（戊午举人、贡士）、朝策（贡士）、朝儀。弟阮朝策，亦嘉靖十七年進士。